# Forma (povestire)
„Forma” (engleză: "Shape" sau "Keep Your Shape") este o povestire științifico-fantastică umoristică scrisă de autorul american Robert Sheckley. A apărut inițial în revista Galaxy Science Fiction din noiembrie 1953 și apoi a fost publicată în colecția de povestiri Untouched by Human Hands (1954). 
În limba română a fost tradusă de Delia Ivănescu și a fost publicată în volumul Monștrii (1995, Editura Nemira, Colecția Nautilus).

## Prezentare
O navă spațială este trimisă de pe planeta Glom pentru a investiga dispariția celorlalte 20 de expediții pe Pământ. Misiunea Glomilor este de a duce un Teleportor lângă o sursă de energie nucleară a oamenilor lucru care le va înlesni începerea unei invazii a Pământului. Ființele inteligente de pe Glom își pot schimba forma în orice doresc, dar la ei acasă sunt supuși unor restricții de castă în această privință. Pe Pământ însă ei au libertatea de a alege a se transforma în milioane de diferite forme de viață.
Conducătorul expediției, pilotul Pid, nu îi poate forța pe ceilalți doi membri ai echipajului (radiofonistul Ilg și detectorul Ger) să urmeze obiectivul. Unul dintre ei scapă în prima noapte și ia forma unui stejar și se ocupă de întrebări de filozofie, devenind un gânditor lucru interzis lui, al doilea ia forma unui câine și fuge cu alți câini la o vânătoare. Pid, schimbându-și forma de mai multe ori, aproape ajunge la reactor, dar pe fereastra compartimentului de protecție vede o pasăre. Fiind pilot ca spirit, vede în această pasăre o formă de existență independentă de tehnologie. Când paznicii umani intră în camera reactorului, nu găsesc pe nimeni acolo. Ei văd doar o pasăre neobișnuită care zboară stângaci dar cu forță crescândă în aripi care se îndreaptă spre un stol de păsări din depărtare. 

## Legături externe
- en  Istoria publicării lucrării Forma la Internet Speculative Fiction Database
- "Keep Your Shape"
- Summary of "Shape" - Robert Sheckley Arhivat în 18 octombrie 2020, la Wayback Machine.